# Adrapsa basiferruginea
Adrapsa basiferruginea là một loài bướm đêm trong họ Noctuidae.